# Дугал Гестон
Дункан Карді Макспоррен «Дугал» Гестон (англ. Duncan Curdy MacSporran Haston; 19 квітня 1940, Каррі, Шотландія — 17 січня 1977, Лезен, Швейцарія) — шотландський альпініст, гірський провідник. Перший британець, що піднявся на вершину Евересту (разом з Дагом Скоттом), при цьому здійснив це сходження за новим екстраскладним маршрутом південно-західною стіною найвищого піка планети. Серед його досягнень першопроходження диретисими північної стіни Айгера, південної стіни Аннапурни, перше сходження на Чангабанг.
Упродовж десяти років очолював Міжнародну школу альпінізму (англ. International School of Mountaineering - ISM) у швейцарському Лезені.

## Біографія
Народився в сім'ї пекаря в невеликому провінційному селі Каррі — передмісті Единбурга, 19 квітня 1940 року. Середню освіту здобув у школі West Calder High School, після закінчення якої навчався в Единбурзькому університеті на факультеті філософії. Під час навчання він захопився вченням Фрідріха Ніцше, «хоч, у глибині душі, сходження були справді тим єдиним, що мало значення для молодого шотландця…». «Навчання та робота завжди були другорядними, коли справа доходила до гір», писав Гестон у своїх спогадах.
Народившись далеко від гір, свою «альпіністську кар'єру» Дугал почав з лазіння разом зі своїми друзями по підпірних стінах уздовж колишньої залізниці Единбург — Балерно. Як приклад дитячої невичерпної фантазії стало їхнє сходження на купол місцевої кірхи, під час якого вони залишили на її маківці елементи спідньої жіночої білизни. У 14 років разом із друзями дитинства Джеймсом Моріарті (англ. James Moriarty) та Долфіном Роудом (англ. Dolphin Road) вступив у Currie Youth Club — місцеву скаутську організацію, вже як член якої пройшов свій перший гірський маршрут — Curved Ridge на Гленко. У 1956 році, ще навчаючись у школі, Гестон вступив до Единбурзького молодіжного гірського клубу, а після — протягом наступних чотирьох років в університеті, він «облазив» всю Шотландію й Озерний край, часто здійснюючи зимові сходження. У 1963 році разом із Моріарті навіть заснував Шотландську школу альпінізму (Scottish Climbing School), але це комерційне починання не мало успіху.

### Сходження в Альпах

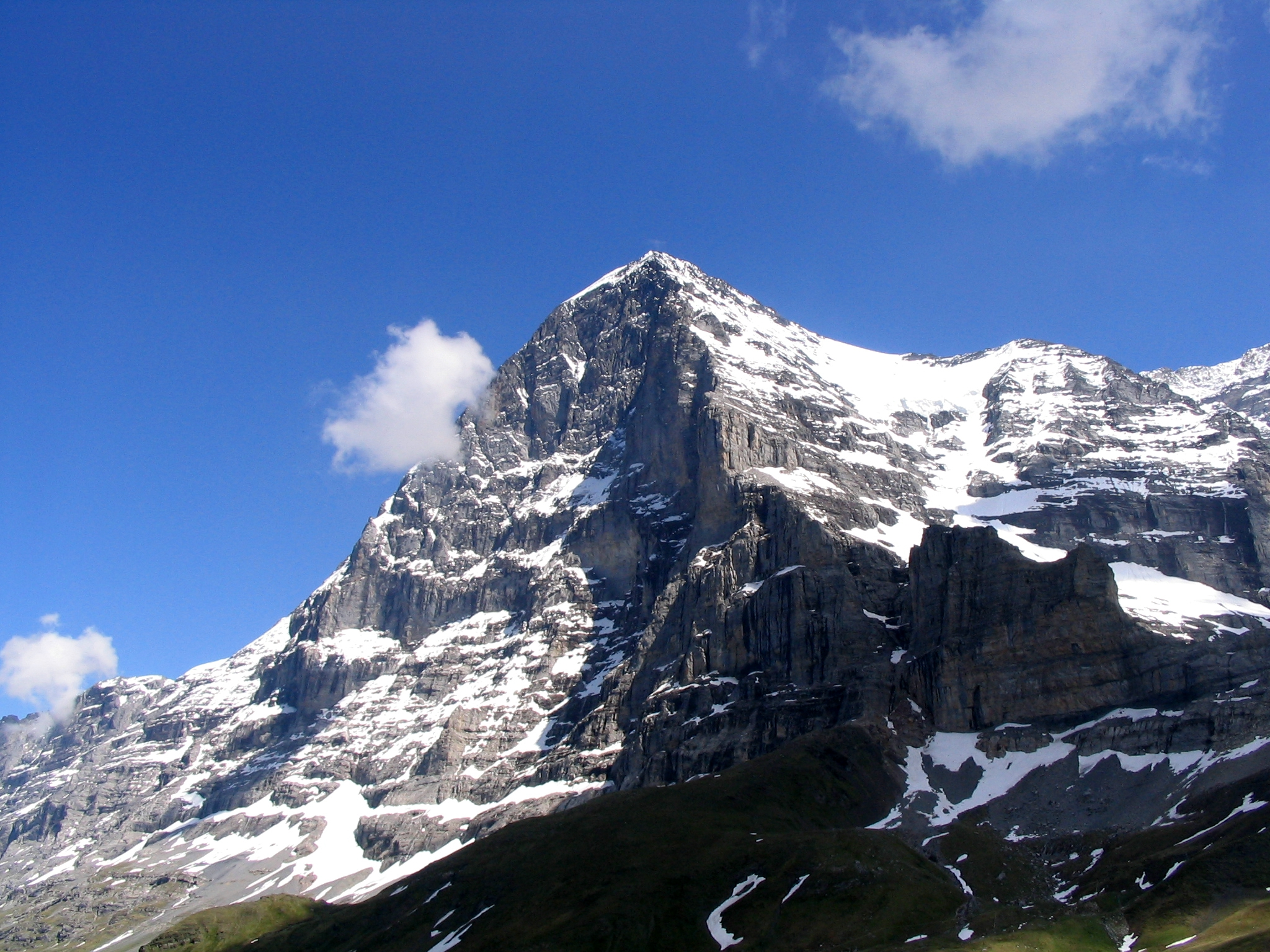
Північна стіна Айгера

У 1959 році Гестон вперше побував в Альпах. Два місяці він зі своїми відчайдушними друзями провів у Доломітах, ночуючи на місцевому цвинтарі та харчуючись консервованою яловичиною, і пройшов класичні маршрути на Мармоладу, Тре Чіме ді Лаваредо та Чиветту. У 20 років разом з Робіном Смітом зробив перше сходження за 10- пітчевим маршрутом The Bat («Кажан») на Карн-Дірг, складність якого оцінюється як 5.11 (за шкалою YDS).
Протягом наступних п'яти років Гестон неодноразово відвідував Альпи, а у 1965 році остаточно перебрався в цей гірський край, у швейцарський Лезен, де американець Джон Гарлін цього ж року відкрив Міжнародну школу альпінізму. Багато у чому зміні місця проживання сприяв трагічний випадок, що стався з Дугалом у квітні 1965 року. Керуючи у нетверезому стані фургоном, Гестон вночі збив трьох молодих людей, один із яких помер. За це правопорушення Дугал два місяці відсидів у в'язниці Барлінні. «Він рідко говорив про це … Часто здавалося, що він рвався в гори, щоб якось загладити почуття своєї провини, яка не проходила».
З Джоном Гарліном, який виношував ідею прокласти новий маршрут на Айгер Північною стіною — пройти її диретисиму, Гестон познайомився ще 1964 року в Альпах. Разом з ним у лютому 1965 року Дугал зробив триденний рекогносцирувальний вихід на розвідку нижньої третини маршруту, під час якої вони визначили найприйнятніший шлях вгору (центром стіни, але трохи осторонь маршруту Мерінгера та Зедльмаєра 1935 року), а в середині лютого 1966 року американо-британська команда у складі Гарліна, Гестона та Лейтона Кора (з Колорадо) зважилася на сходження за новим маршрутом. Інтригу у сходження, яке знімав і документував як фотокореспондент «Дейлі телеграф» Кріс Бонінгтон, внесла німецька команда альпіністів, яка майже одночасно з командою Гарліна розпочала облогу стіни практично паралельним маршрутом. Обидві команди, неодноразово перетинаючись на стіні, штурмували її в «облоговому стилі» — провішуючи мотузки поруччя по всьому маршруту та часто спускаючись вниз на відпочинок або для перечекання негоди. 22 березня на стіні сталася трагедія — внаслідок обриву перильної мотузки зірвався і загинув Джон Гарлін. Попри подію обидві команди спільним рішенням, як данина пам'яті Джону Гарліну, вирішили продовжити сходження, а новий прокладений маршрут назвати його ім'ям. З 23 березня вони об'єднали зусилля в штурмі стіни та 25 в умовах штормової погоди Дугал Гестон і чотири альпіністи з німецької збірної досягли вершини Айгера.
Після трагічної загибелі Джона Гарліна Гестон продовжив його справу і з 1967 року протягом наступних десяти років очолював Міжнародну школу альпінізму. У той період він надавав консультації Клінту Іствуду під час роботи над фільмом «Санкція на піку Айгера» (крім Гестона в роботі над фільмом взяли участь ще кілька альпіністів школи).
У 1967 році разом з Міком Берком Гестон здійснив зимове сходження Північною стіною на Матергорн (четверте за рахунком), а взимку 1967—1968 року вперше вирушив за океан, де разом з Берком, Мартіном Бойсеном і Пітом Крю (англ. Pete Crew) спробував піднятися на Серро-Торре південно-східним гребенем. Взимку 1968 року разом із Бонінгтоном Дугал спробував пройти Північну стіну Друат, а також пройшов разом із ним Північну стіну Аржентьєра. Роком пізніше він побував у Йосеміті, де піднявся південною стіною на Маунт-Воткінс (англ. Mount Watkins).

### Сходження в Гімалаях

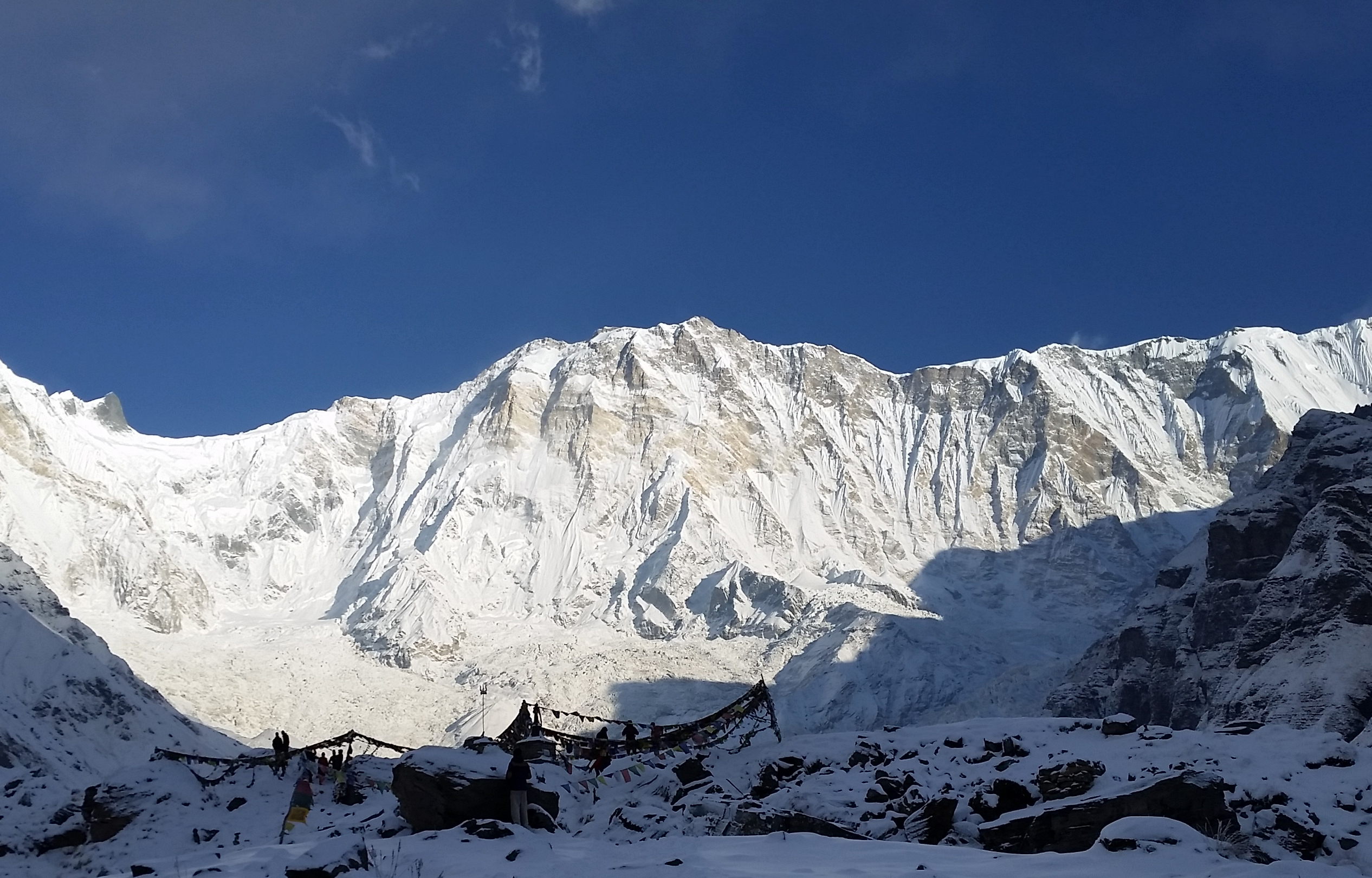
Південна стіна Аннапурни

У 1970 році Кріс Бонінгтон запросив Гестона для участі в експедиції на Аннапурну Південною стіною. 27 травня, після майже двомісячної обробки маршруту, Гестон разом із Доном Віллансом ступив на вершину свого першого гімалайського восьмитисячника, а сам новий пройдений маршрут став початком періоду екстремально складних гімалайських сходжень. «Їхній останній ривок до вершини був чудовий, на абсолютній межі сил вони буквально вирвали вершину із зубів мусону, що насувається».

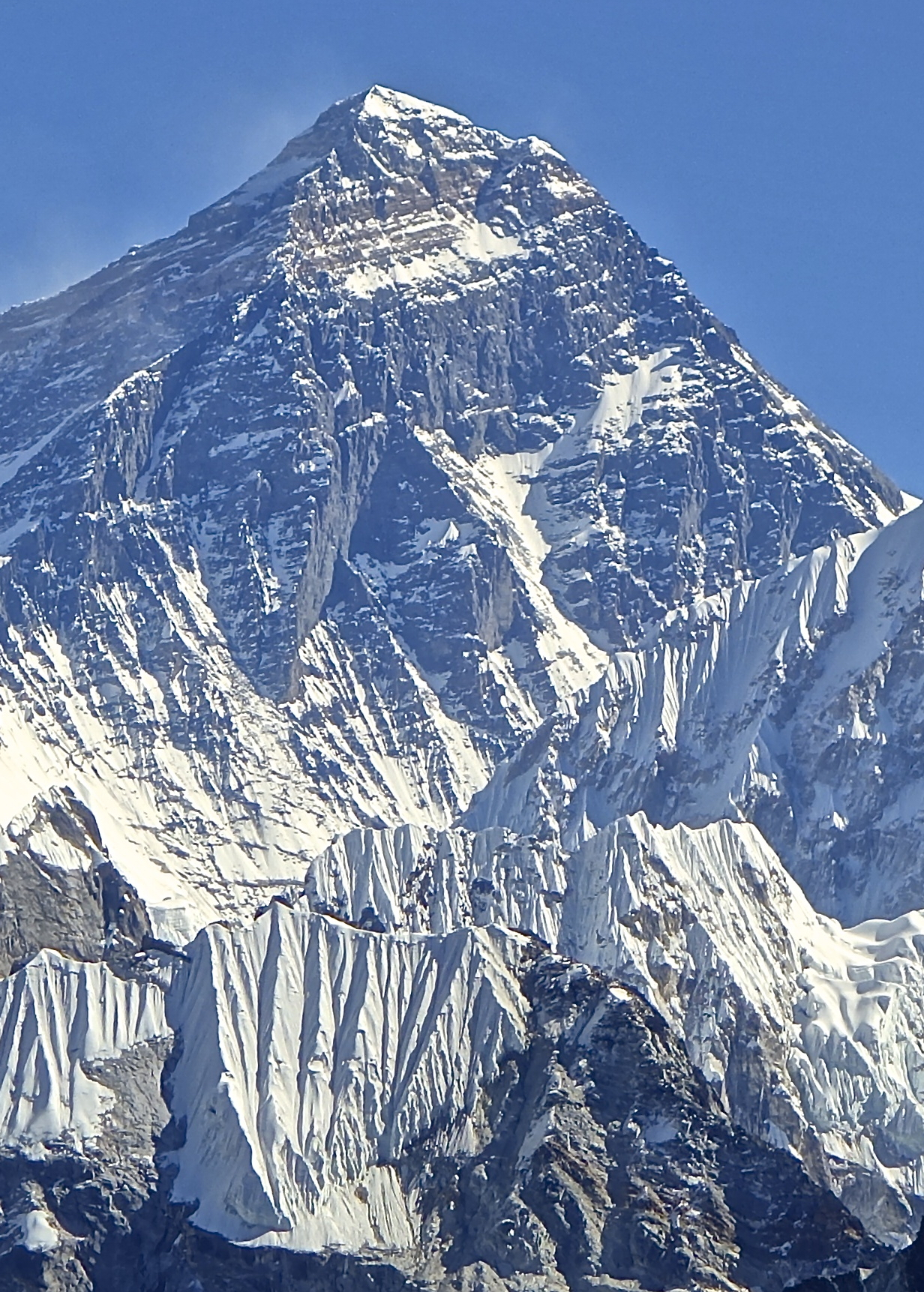
Південно-західна стіна Евересту

У 1971 році разом з Віллансом Гестон взяв участь у першій міжнародній експедиції (Cordée internationale) на Еверест під керівництвом Нормана Диренфурта (до її складу входили альпіністи з десяти країн, зокрема Вольфганг Акст (англ. Wolfgang Axt) з Австрії, Карло Маурі з Італії, П'єр Мазо з Франції й інші). Експедиція двома групами альпіністів штурмувала третій полюс раніше не пройденою Південно-західною стіною та Західним гребенем. На частку Гестона та Вілланса, як самої схожої зв'язки, випав маршрут стіною, проте на висоті близько 8000 метрів вони «уперлися» у вкрай складний для проходження скельний пояс і навіть знайшли ймовірний шлях вгору, але через погоду та проблеми з постачанням висотних таборів відмовилися від подальшого сходження.
Роком пізніше Гестон взяв участь у ще одній спробі штурму Південно-західної стіни Евересту, цього разу в експедиції Кріса Бонінгтона в післямусонний період, однак і ця експедиція закінчилася безрезультатно — все той же скельний пояс перегороджував шлях вгору, а «намацаний» Віллансом 1971 року шлях по каміну у листопаді був непрохідним на такій висоті.
У 1974 році у складі англо-індійської експедиції Бонінгтона, в яку, крім керівника та самого Дугала, входили Даг Скотт і Мартін Бойсен, 5 червня Гестон здійснив першосходження на Чангабанг. Але справжнім тріумфом англійського альпінізму стала експедиція 1975 року (керівник Кріс Бонінгтон). Після чотирьох попередніх невдалих спроб зійти на Еверест Південно-західною стіною це вдалося зробити 24 вересня — Дугал Гестон і Даг Скотт стали першими британцями, що ступили на вершину Джомолунгми новим, неймовірно складним маршрутом. Вони ж встановили новий «рекорд» — вперше за всю історію альпінізму на висоті майже 8800 метрів альпіністи провели «холодну ночівлю» і змогли самостійно спуститися вниз. За спогадами Скотта: «Я не думаю, що ми сильно переживали на рахунок того, щоб вижити, ми читали звіти тих, хто ночував на Евересті без спорядження, направду нижче, проте всі вони втратили пальці на руках і ногах…».

### Загибель
Сходження на Еверест стало останньою гімалайською експедицією Дугала. Роком пізніше він ще один раз побував за кордоном і в період з 29 квітня до 12 травня 1976 року разом з Дагом Скоттом здійснив перше сходження за новим маршрутом (Південною стіною) на Маккінлі (Аляска, в альпійському стилі).
Дугал Гестон загинув у лавині під час катання на гірських лижах поблизу Лезена 17 січня 1977 року. Причиною смерті, як з'ясувалося пізніше, стало удушення власним шарфом.

## Особисте життя та пам'ять
Дугал Гестон був одружений з Енні Ферріс (англ. Annie Ferris — медсестрі з Guy's Hospital, яка в середині 1960 років приїхала на роботу до Швейцарії.
Ім'я альпініста увічнено у Шотландському залі спортивної слави. Його пам'яті у 2003 році видано біографічну книгу Джеффа Коннора «Дугал Гестон — Філософія ризику», а у 2005 році випущено документальний фільм «Гестон — життя серед гір» (англ. Haston - A life in the mountains).

## Виноски
1. ↑  Найкоротший шлях від підніжжя вершини до верху
2. ↑  Дані про точний період переїзду в Лезен різняться
3. ↑  Без навіть мінімального бівачного спорядження